# Dub na Čerlince
Dub na Čerlince je památkově chráněný strom dubu letního (Quercus robur) rostoucí v Olomouckém kraji, severozápadně od města Litovel v okrese Olomouc. Jedinec dosahuje výšky 26 metrů a obvod jeho kmene činí 530 centimetrů. Strom je chráněn na základě rozhodnutí správy Chráněné krajinné oblasti Litovelské Pomoraví ze dne 14. února 2000, které vešlo v platnost ke dni 2. března 2000.
Území v okolí památného dubu patří nejen do chráněné krajinné oblasti Litovelské Pomoraví, ale také do stejnojmenné evropsky významné lokality a ptačí oblasti. Jihovýchodně od stromu se nachází areál lesní školky.